# Karen Smith
Karen Ellen Smith (Red Bank, Nueva Jersey, 9 de mayo de 1965) es una matemática estadounidense especializada en álgebra conmutativa y geometría algebraica. Consiguió su grado en matemáticas en la Universidad de Princeton antes de obtener su doctorado en la Universidad de Míchigan en 1993, donde tiene la cátedra Keeler de Matemáticas. Además de sus investigaciones, Smith escribió junto a otros investigadores el libro de texto An Invitation to Algebraic Geometry.

## Biografía
Smith se graduó con un título de grado en matemáticas por la Universidad de Princeton, donde tuvo como referente a Charles Fefferman, en 1987. Ese mismo año, fue profesora de matemáticas de instituto y en 1988 se matriculó en la Universidad de Míchigan, donde se doctoró con la tesis Tight closure of parameter ideals and f-rationality bajo la supervisión de Melvin Hochster en 1993. En el año académico 1993–94 cursó un postdoctorado en la Universidad Purdue trabajando con Craig Huneke. En 1994, consiguió el título C.L.E. Moore Instructor y después una plaza de profesora asociada en el Instituto Tecnológico de Massachusetts (MIT). Desde 1997, Smith es profesora de la Universidad de ESPAÑA.
En 1991, se casó con el matemático finlandés Juha Heinonen que murió en 2007. El matrimonio tuvo tres hijos, Sanelma y los gemelos Tapio y Helena. Smith es profesora invitada frecuentemente por la Universidad de Jyväskylä.

## Reconocimientos
En 2001, Smith ganó el Premio Satter de Matemáticas por su desarrollo del método de clausura estanca, introducido por Hochster y Huneke, así como por sus trabajos en álgebra conmutativa y la aplicación de estos métodos en la geometría algebraica. Además, recibió en 1997 una beca Sloan de investigación, un premio Fulbright, y el reconocimiento de la facultad de la Universidad de Míchigan otorgado por sus contribuciones excepcionales como profesora, becaria y miembro de la comunidad universitaria.
Fue seleccionada como ponente de las conferencias Earle Raymond Hedrick de 2015 para el MathFest de la Asociación Matemática de América (MAA). En 2015, la American Mathematical Society nombró fellow a Smith "por sus contribuciones en álgebra conmutativa y en geometría algebraica". En 2016, fue elegida para dar la ponencia Noether en la Association for Women in Mathematics-American Mathematical Society durante las jornadas Joint Mathematics Meetings.

## Trabajos
- con Lauri Kahanpää, Pekka Kekäläinen, William Traves An invitation to algebraic geometry. Springer Verlag 2000, 2004 (charlas ofrecidas en Finlandia), ISBN 0-387-98980-3.
- con János Kollár, Alessio Corti: Rational and nearly rational algebraic varieties. Cambridge University Press, Cambridge 2004.